# Никифор Григора
Ники́фор Григора́ (греч. Νικηφόρος Γρηγοράς, ок. 1293 — ок. 1360) — византийский философ, богослов, историк, астроном, писатель.

## Очерк биографии и творчества
Родился в Гераклее Понтийской около 1293 года в крайне сложный период для остатков византийских владений в Малой Азии. Планомерное тюркское наступление привело к тому что после 1269 года дорога из Константиполя в Гераклею вновь стала опасной для пеших христиан. К 1280 году окрестности Гераклии наводнили полчища кочевых турок и туркмен. Греческое население было вынуждено укрываться в стенах самого города, связь с Константинополем сохранялась только по морю. В возрасте 20 лет (около 1313 года) молодой Никифор переселился в более защищённый Константинополь, где о его репутации как ученого стало известно Андронику II, которым он и был назначен хартофилаксом (хранителем архивов). В 1326 году Григора предложил (в дошедшем до нашего времени труде) определённые изменения в календаре, от введения которых император отказался из-за страха волнений; около двух сотен лет спустя реформы были осуществлены Григорием XIII практически на тех же условиях.
Когда в 1328 году Андроник был свергнут своим внуком Андроником III, Григора проявил солидарность и ушёл в частную жизнь. Его с трудом убедили принять участие в словесном поединке с известным калабрийским монахом Варлаамом, где последний был посрамлён. Это способствовало росту репутации Григоры и привело к нему множество учеников.
Григора оставался предан Андронику Старшему до последнего, но после его смерти он преуспел в завоевании расположения его внука, которым он был назначен вести безуспешные переговоры об унии Греческой и Латинской Церквей с посланниками Папы Иоанна XXII (1333). Впоследствии Григора сыграл важную роль в последующих за поражением Варлаама других исихастских спорах, в которых он яростно оппонировал Григорию Паламе, не удовлетворившемуся поражением одного только Варлаама главному вдохновителю движения за очищение Православия от идеализма в целом. После того, как учение Паламы было признано собором 1351 года, Григора, отказавшийся его принять, был фактически заточен в монастырь на два года. О последних годах его жизни ничего не известно.
Главным трудом Григоры является «Римская история» (принятое традиционное название, вариант перевода — «История ромеев») в 37 книгах, описывающая события с 1204 по 1359 годы. Она частью дополняет, частью продолжает труд Георгия Пахимера. Григора обнаруживает внушительную скрупулёзность, но стиль его помпезен и тенденциозен. Более чем пристальное внимание уделено религиозным вопросам и догматическим спорам. Данный труд и труд Иоанна Кантакузина дополняют и уточняют друг друга и должны изучаться вместе. Прочие сочинения Григоры, которые (за редким исключением) до сих пор остаются неизданными, доказывают его потрясающую разносторонность. Среди них следует упомянуть историю спора с Паламой, биографии его дяди и воспитателя Иоанна, митрополита Ираклеи, а также мученика Кондратия Антиохийского, речи на смерть Феодора Метохита и двух императоров Андроников, комментарии к странствиям Одиссея и трактату Синезия о снах, трактаты по орфографии и о словах с неясным значением, философский диалог «Флорентинец или О мудрости», астрономические труды по вычислению пасхалии и подготовке астролябии; обширная переписка.

## Сочинения
- Минь. Patrologia graeca, vol. 148, 149.
- Rhomäische Geschichte / Historia Rhomaike. Übersetzt und erläutert von Jan Louis van Dieten. In Fortsetzung der Arbeit von Jan Louis van Dieten übers. und erl. von Franz Tinnefeld. 6 Bände in 7 Teilen (Bibliothek der griechischen Literatur Bde 4, 8, 9, 24, 39, 59, 66). Stuttgart: Hiersemann, 1973—2007.
- Никифор Григора. Римская история. // Под ред. П. Шалфеева. — СПб.: СПбДА, 1862 (был издан только первый том).
- Никифор Григора. История ромеев. В 3 т. / Пер. с греч. Р. В. Яшунского, вступ. ст. Л. Герд. СПб.: Издательский проект «Квадривиум», 2013, 2014, 2016.
  - Том 1. Книги I—XI. 2013. XLII, 438 c. ISBN 978-5-4386-0136-4
  - Том 2. Книги XII—XXIV (начало). 2014. VIII, 496 с. ISBN 978-5-4240-0095-9
  - Том 3. Книги XXIV—XXXVI. 2014. VIII, 496 с. ISBN 978-5-7164-0706-0